# В'язівська волость (Павлоградський повіт)
В'язівська волость — історична адміністративно-територіальна одиниця Павлоградського повіту Катеринославської губернії.
Станом на 1886 рік складалася з 6 поселень, 4 сільських громад. Населення — 8824 осіб (4327 чоловічої статі та 4497 — жіночої), 1539 дворових господарств.
|                     | Площа, десятин | У тому числі орної, десятин |
| ------------------- | -------------- | --------------------------- |
| Сільських громад    | 23342          | 10547                       |
| Приватної власності | 30             | 10                          |
| Казенної власності  | 216            | —                           |
| Іншої власності     | 240            | 95                          |
| Загалом             | 23828          | 10652                       |

Найбільші поселення волості:
- В'язівок — село при річці Самара за 15 верст від повітового міста, 3386 осіб, 664 двори, церква православна, школа, поштова станція, 2 лавки, 3 ярмарки, базари по неділях.
- Водянське — селище при балці Водяній, 704 особи, 112 дворів.
- Кочережки — село при річці Самара, 3341 особа, 514 двори, церква православна, 2 лавки, 3 ярмарки, базари по святах.
- Кочережське — селище при річці Вязівка, 975 особа, 150 дворів.